# Ивачиха
Ивачиха — река в России, протекает в Тотемском и Бабушкинском районах Вологодской области. Устье реки находится в 33 км по левому берегу реки Леденьги. Длина реки составляет 21 км.
Исток находится в болотах в 14 км к юго-западу от Села имени Бабушкина. Первые километры река преодолевает по территории Тотемского района, затем втекает на территорию Бабушкинского. Ивачиха течёт через заболоченные леса на северо-восток, перед устьем разворачивается на юго-восток. Населённых пунктов на реке нет. Впадает в Леденьгу десятью километрами ниже села имени Бабушкина.

## Данные водного реестра
По данным государственного водного реестра России относится к Двинско-Печорскому бассейновому округу, водохозяйственный участок реки — Северная Двина от начала реки до впадения реки Вычегда, без рек Юг и Сухона (от истока до Кубенского гидроузла), речной подбассейн реки — Сухона. Речной бассейн реки — Северная Двина.
Код объекта в государственном водном реестре — 03020100312103000008374.